# La Noire
 (juin 2022).
La Noire est une collection de romans policiers et de romans noirs publiée par Gallimard. Fondée en 1992, elle s'arrête en 2005. Elle est relancée en 2019.

## Historique
Un an après avoir pris la direction de la collection Série noire chez Gallimard, Patrick Raynal, chroniqueur littéraire au Monde et romancier œuvrant dans le polar, crée la collection La Noire, sur le modèle de (et en forme de clin d'œil à) La Blanche, première collection de littérature chez Gallimard. Il souhaite une collection moins marquée « roman policier », en parallèle de la Série noire. Une collection ouverte, capable aussi de publier des auteurs non américains (majeure partie de la production Série noire de l'époque), des romans noirs sans intrigue, des thrillers d'ambiance, des romans qui ne relèvent pas forcément du genre policier. En publiant des romans en grand format, Patrick Raynal tentera des coups plus risqués, se permettant de déborder le lectorat traditionnel du polar, fera (re)découvrir James Crumley à un nouveau public. Avec cette collection, Patrick Raynal a « décidé que le polar n'était qu'une des branches du roman noir, une littérature beaucoup plus vaste, capable d'englober tous les genres romanesques, et qui ne se définirait que par l'angle de vue qu'elle porte sur le monde[source insuffisante] ». La Noire se caractérise par son ton : une vision noire du monde. Pour le reste, on y trouve des thrillers, des road-stories, des fables futuristes, des romans criminels ou culinaires, des livres de quêtes ou de guerres. Pour la plupart, ce sont des intrigues non résolutives, à l'opposé du polar traditionnel. En 2005, Antoine Gallimard se sépare de Patrick Raynal qui est remplacé par Aurélien Masson. La Noire disparaît et la Série noire passe du format de poche au grand format, laissant le format poche à la seule collection Folio Policier.